# Cultura da Croácia
A cultura da Croácia tem raízes bem antigas: os croatas vêm habitando a região há treze séculos, mas há reminiscências de períodos ainda mais antigos bem preservadas no país.
Algumas destas reminiscências antigas são:
- Ossos de 100 mil anos de idade de um homem de Neandertal achados próximos a Krapina (localidade de Krapina-Zagorje)
- Escavações do Neolítico na localidade de Ščitarjevo, próxima à capital do país, Zagreb, e também em Sopot (próximo a Vinkovci), Vučedol (próxima a Vukovar), em Nakovanj (situada na península Pelješac) e outros lugares
- marcas de habitação na ilha de Vis deixadas pelos gregos antigos (a rainha Teuta de Issa)
- várias construções e ruínas do Império Romano, incluindo muitas cidades romanas na costa da Dalmácia, destacando-se o aqueduto de Salona, o palácio do imperador Diocleciano em Split, ou a Basílica de Eufrásio, em Poreč

O início da Idade Média trouxe uma grande migração de eslavos, e este período provavelmente foi uma idade das trevas do ponto de vista cultural, até a formação dos estados eslavos que coexistiram com as cidades italianas que dominavam a costa, todas seguiam o modelo de Veneza.